# 抗菌剤の年表
抗菌剤の年表（こうきんざいのねんぴょう）は、抗菌剤（感染症治療剤）に関する年表である。表示年は抗生物質などが上市され、医療現場で使用され始めた年である（日本に限定されない）。
- 1911年 - サルバルサンが世界初の合成抗菌剤として45歳の農夫に処方された(NEJM)。
- 1935年 - プロントジルが世界初のサルファ剤系合成抗菌薬として発表された。
- 1939年 － サルファ剤、スルファセタミド（sulfacetamide）が開発された。
- 1940年 － サルファ剤、スルファメチゾール（sufamethizol）が開発された。
- 1942年
  - ペニシリン系抗生物質、ベンジルペニシリン（benzylpenicillin：PCG）が開発された。
  - サルファ剤、スルファジミジン（sulfadimidine）が開発された。
- 1943年 － サルファ剤、スルファメラジン（sulfamerazine）が開発された。
- 1944年 － 最初のアミノグリコシド系抗生物質、ストレプトマイシン（streptomycin：SM）が開発された。
- 1947年 － サルファ剤、スルファジアジン（sulfadiazine）が開発された。
- 1948年 － テトラサイクリン系抗生物質、クロロテトラサイクリン（chlortetracycline；オーレオマイシン、aureomycin）が開発された。
- 1949年
  - アンフェニコール系抗生物質、クロラムフェニコール（chloramphenicol：CP）が開発された。
  - アミノグリコシド系抗生物質、ネオマイシン（neomycin）が開発された。
- 1950年
  - テトラサイクリン系抗生物質、オキシテトラサイクリン（oxytetracycline：OTC）が開発された。
  - ペニシリン系抗生物質、ペニシリンG・プロカイン（ペニシリンG プロカイン塩、penicillin G procaine）が開発された。
- 1952年 － マクロライド系抗生物質、エリスロマイシン（erythromycin：EM）が開発された。
- 1954年 －  ペニシリン系抗生物質、ベンジルペニシリン・ベンザチン（ベンジルペニシリン　ベンザチン塩、benzathine　penicillin）が開発された。
- 1955年 － マクロライド系抗生物質、スピラマイシン（spiramycin：SPM）が開発された。
- 1955年
  - クロラムフェニコール系抗生物質、チアムフェニコール（tiamphenicol）が開発された。
  - グリコペプチド系抗生物質、バンコマイシン（vancomycin：VCM）が開発された。
- 1956年 － ペニシリン系抗生物質、フェノキシメチルペニシリン（phenoxymethylpenicillin；Penicillin V）が開発された。
- 1958年
  - ポリペプチド系抗生物質、コリスチン（colistin：CL）が開発された。
  - テトラサイクリン系抗生物質、デメチルクロルテトラサイクリン（demethylchlortetracycline、デメクロサイクリン、レダマイシン®）が開発された。
- 1959年 － ストレプトグラミン系抗生物質、バージニアマイシン（virginiamycin）が開発された。
- 1960年
  - ペニシリン系抗生物質、メチシリン（methicillin）が開発された。
  - イミダゾール系合成抗菌薬・抗原虫薬、メトロニダゾール（metronidazole）が開発された。
- 1961年
  - ペニシリン系抗生物質、アンピシリン（ampicillin：ABPC）が開発された。
  - アミノグリコシド系抗生物質、スペクチノマイシン（spectinomycin：SPCM）が開発された。
  - スルファメトキサゾール-トリメトプリム（ST合剤：ST、sulfamethoxazole：SMX/trimethoprim：TMP）が開発された。
- 1962年
  - ペニシリン系抗生物質、クロキサシリン（cloxacillin：MCIPC）が開発された。
  - 合成抗菌薬フシジン酸（fusidic acid：FA）が開発された。
- 1963年
  - フサファンギン（fusafungine）が開発された。
  - テトラサイクリン系抗生物質、ライムサイクリン（lymecycline）が開発された。
- 1964年
  - セファロスポリン系抗生物質、セファロスポリン（cephalosporin：CEP）が開発された。
  - アミノグリコシド系抗生物質、ゲンタマイシン（gentamycin：GM）が開発された。
  - キノロン系抗菌剤、ナリジクス酸（nalidixic acid：NA）が開発された。
- 1966年 － テトラサイクリン系抗生物質、ドキシサイクリン（doxycycline：DOXY）が開発された。
- 1967年
  - ペニシリン系抗生物質、カルベニシリン（carbenicillin）が開発された。
  - 抗結核剤、リファンピシン（rifampicin：REP；リファンピン、rifampin）が開発された。
- 1968年 － リンコマイシン系抗生物質、クリンダマイシン（clindamycin：CLDM）が開発された。
- 1970年 － セファロスポリン系抗生物質、セファレキシン（cephalexin：CEX）が開発された。
- 1971年
  - セファロスポリン系抗生物質、セファゾリン（cefazolin：CEZ）が開発された。
  - ペニシリン系抗生物質、ピヴァンピシリン（pivampicillin：PVPC）が開発された。
  - イミダゾール系抗原虫薬、チニダゾール（tinidazole）が開発された。
- 1972年
  - ペニシリン系抗生物質、アモキシシリン（amoxicillin：AMPC）が開発された。
  - セファロスポリン系抗生物質、セフラジン（cefradine：CED）が開発された。
  - テトラサイクリン系抗生物質、ミノサイクリン（minocycline：MINO）が開発された。
  - ストレプトグラミン系抗生物質、プリスチナマイシン（pristinamycin）が開発された。
- 1973年 － フォスフォマイシン（fosfomycin：FOM）が開発された。
- 1974年 － ペニシリン系抗生物質、タランピシリン（talampicillin：TAPC）が開発された。
- 1975年
  - アミノグリコシド系抗生物質、トブラマイシン（tobramycin：TOB）が開発された。
  - ペニシリン系抗生物質、バカンピシリン（bacampicillin：BAPC）が開発された。
  - ペニシリン系抗生物質、チカルシリン（ticarcillin：TIPC）が開発された。
- 1976年 － アミノグリコシド系抗生物質、アミカシン（amikacin：AMK）が開発された。
- 1977年
  - ペニシリン系抗生物質、アゾシリン（azlocillin）が開発された。
  - セファロスポリン系抗生物質、セファドロキシル（cefadroxil：CDX）が開発された。
  - セファロスポリン系抗生物質、セファマンドール（cefamandole：CMD）が開発された。
  - セファマイシン系抗生物質、セフォキシチン（cefoxitin：CFX）が開発された。
  - セファロスポリン系抗生物質、セフロキシム（cefuroxime：CXM）が開発された。
  - ペニシリン系抗生物質、メズロシリン（mezlocillin）が開発された。
  - ペニシリン系抗生物質、ピブメシリナム（pivmecillinam：PMPC）が開発された。
  - セファロスポリン系抗生物質、セファクロル（cefaclor：CCL）が開発された。
- 1980年
  - セファマイシン系抗生物質、セフメタゾール（cefmetazole：CMZ）が開発された。
  - セファロスポリン系抗生物質、セフォタキシム（cefotaxime：CTX）が開発された。
  - セファロスポリン系抗生物質、セフスロジン（cefsulodin：CFS）が開発された。
  - ペニシリン系抗生物質、ピペラシリン（piperacillin：PIPC）が開発された。
- 1981年
  - ペニシリン系抗生物質とβラクタマーゼ阻害薬の合剤、アモキシシリン-クラブラン酸（amoxicillin：AMPC/clavulanic acid：CVA；co-amoxiclav）)が開発された。
  - セファロスポリン系抗生物質、セフペラゾン（cefperazone）が開発された。
  - セファロスポリン系抗生物質、セフォチアム（cefotiam：CTM）が開発された。
  - オキサセフェム系抗生物質、ラタモキセフ（latamoxef：LMOX）が開発された。
  - アミノグリコシド系抗生物質、ネチルマイシン（netilmicin）が開発された。
- 1982年
  - ペニシリン系抗生物質、アパラシリン（apalcillin）が開発された。
  - セファロスポリン系抗生物質、セフトリアキソン（ceftriaxone：CTRX）が開発された。
  - アミノグリコシド系抗生物質、ミクロノマイシン（micronomicin：MCR）が開発された。
- 1983年
  - セファロスポリン系抗生物質、セフメノキシム（cefmenoxime：CMX）が開発された。
  - セファロスポリン系抗生物質、セフタジジム（ceftazidime：CAZ）が開発された。
  - セファロスポリン系抗生物質、セフトロキシム（ceftiroxime）が開発された。
  - キノロン系合成抗菌剤、ノルフロキサシン（norfloxacin：NFLX）
- 1984年
  - セファロスポリン系抗生物質、セフォニシド（cefonicid）が開発された。
  - セファマイシン系抗生物質、セフォテタン（cefotetan：CTT）が開発された。
  - ペニシリン系抗生物質、テモシリン（temocillin）が開発された。
- 1985年
セファロスポリン系抗生物質、セフピラミド（cefpiramide：CPM）が開発された。
  - カルバペネム系抗生物質、イミペネム-シラスタチン（imipenem：IPM/cilastatin：CS；チエナム®）が開発された。
  - キノロン系抗菌剤、オフロキサシン（ofloxacin：OFLX）が開発された。
- 1986年
  - ムピロシン（mupirocin：MUP）が開発された。
  - モノバクタム系抗生物質、アズトレオナム（aztreonam：AZT）が開発された。
  - セファロスポリン系抗生物質とβラクタマーゼ阻害剤の合剤、セフォペラゾン－スルバクタム（cefoperazone：CPZ/sulbactam：SBT）が開発された。
  - ペニシリン系抗生物質とβラクタマーゼ阻害剤の合剤、チカルシリン-クラブラン酸（ticarcillin/clavulanic acid：CVA）が開発された。
- 1987年
  - ペニシリン系抗生物質とβラクタマーゼ阻害剤の合剤、アンピシリン-スルバクタム（ampicillin：ABPC/sulbactam：SBT）が開発された。
  - セファロスポリン系抗生物質、（cefixime：CFIX）が開発された。
  - マクロライド系抗生物質、ロキシスロマイシン（roxithromycin：RXM）が開発された。
  - ペニシリン系抗生物質、スルタミシリン（sultamicillin：SBTPC）が開発された。
  - キノロン系抗菌剤、シプロフロキサシン（ciprofloxacin：CPFX）が開発された。
- 1988年
  - マクロライド系抗生物質、アジスロマイシン（azithromycin：AZM）が開発された。
  - オキサセフェム系抗生物質、フロモキセフ（flomoxef：FMOX）が開発された。
  - アミノグリコシド系抗生物質、イセパシン（isepamicin：ISP）が開発された。
  - マクロライド系抗生物質、ミデカマイシン（midecamycin：MDM）が開発された。
  - 抗結核薬、リファペンチン（rifapentine）が開発された。
  - グリコペプチド系抗生物質、テイコプラニン（teicoplanin：TEIC）が開発された。
- 1989年
  - セファロスポリン系抗生物質、セフポドキシム（cefpodoxime：CPDX）が開発された。
  - キノロン系抗菌剤、エンロフロキサシン（enrofloxacin）が開発された。
  - キノロン系抗菌剤、ロメフロキサシン（lomefloxacin：LFLX）が開発された。
- 1990年
  - アミノグリコシド系抗生物質、アルベカシン（arbekacin：ABK）が開発された。
  - セファロスポリン系抗生物質、セフォジジム（cefozidime）が開発された。
  - マクロライド系抗生物質、クラリスロマイシン（clarithromycin：CAM）が開発された。
- 1991年 － セファロスポリン系抗生物質、セフジニル（cefdinir：CFDN）が開発された。
- 1992年
  - セファロスポリン系抗生物質、セフェタメト（cefetamet：CEMT）が開発された。
  - セファロスポリン系抗生物質、セフェピロム（cefpirome：CPR）が開発された。
  - セファロスポリン系抗生物質、セフェプロジル（cefprozil）が開発された。
  - セファロスポリン系抗生物質、セフェティブフェン（ceftibufen）が開発された。
  - キノロン系抗菌剤、フレロキサシン（fleroxacin：FLRX）が開発された。
  - カルバセフェム系抗生物質、ロラカルベフ（loracarbef：LCBF）が開発された。
  - ペニシリン系抗生物質とβラクタマーゼ阻害剤の合剤、ピペラシリン-タゾバクタム（piperacillin：PIPC/tazobactam：TAZ）が開発された。
  - キノロン系抗菌剤、ルフロキサシン（rufloxacin）が開発された。
- 1993年
  - ブロデモプリム（brodimoprim）が開発された。
  - マクロライド系抗生物質、ジリスロマイシン（dirithromycin）が開発された。
  - キノロン系抗菌剤、レボフロキサシン（levofloxacin：LVFX）が開発された。
  - キノロン系抗菌剤、ナジフロキサシン（nadifloxacin：NDFX）が開発された。
  - カルバペネム系抗生物質、パニペネム-ペタミプロン（panipenem：PAPM/betamipron：BP）が開発された。
  - キノロン系抗菌剤、スパフロキサシン（sparfloxacin：SPFX）が開発された。
- 1994年 － セファロスポリン系抗生物質、セフェピム（cefepime：CFPM）が開発された。
- 1999年 － キノロン系抗菌剤、モキシフロキサシン（Moxifloxacin：MFLX）が開発された。
- 2000年 － オキサゾリジノン系抗生物質、リネゾリド（linezolid）が開発された。
- 2001年 － ケトライド系抗生物質、テリスロマイシン（telithromycin：TEL）が開発された。
- 2003年 － リポペプチド系抗生物質、ダプトマイシン（daptomycin）が開発された。
- 2005年 － グリシルサイクリン系抗生物質、チゲサイクリン（tigecycline）が開発された。
- 2007年 － キノロン系抗菌剤、ガレノキサシン（Garenoxacin：GRNX）が開発された。
- 2008年 -- キノロン系合成抗菌薬、シタフロキサシン(Sitafloxacin:STFX)が開発された。